# Encrinida
Ordre
Les Encrinida sont un ordre fossile de crinoïdes sessiles de l'embranchement des (échinodermes).

## Description
Ce sont des crinoïdes « vrais » (sessiles). Ces espèces vivaient attachées au fond par une longue tige calcaire articulée, terminée par un disque d'attache. Les entroques qui composent la tige sont pentagonales, et se désolidarisent généralement à la mort de l'animal.

## Liste des familles et genres
Selon Paleobiology Database (11 avril 2024) :
- famille † des Ainigmacrinidae Hagdorn, 1988 
  - genre †Ainigmacrinus Hagdorn 1988
- famille † des Dadocrinidae Dujardin & Hupé, 1862
  - genre †Dadocrinus von Meyer 1847
- famille † des Encrinidae Dujardin & Hupé, 1862
  - genre †Encrinus Lamarck 1801
- famille † des Traumatocrinidae Mu, 1949
  - genre †Traumatocrinus Woehrmann 1889
- genre †Flabellocrinites Klipstein, 1845 (genre non rattaché à une famille)

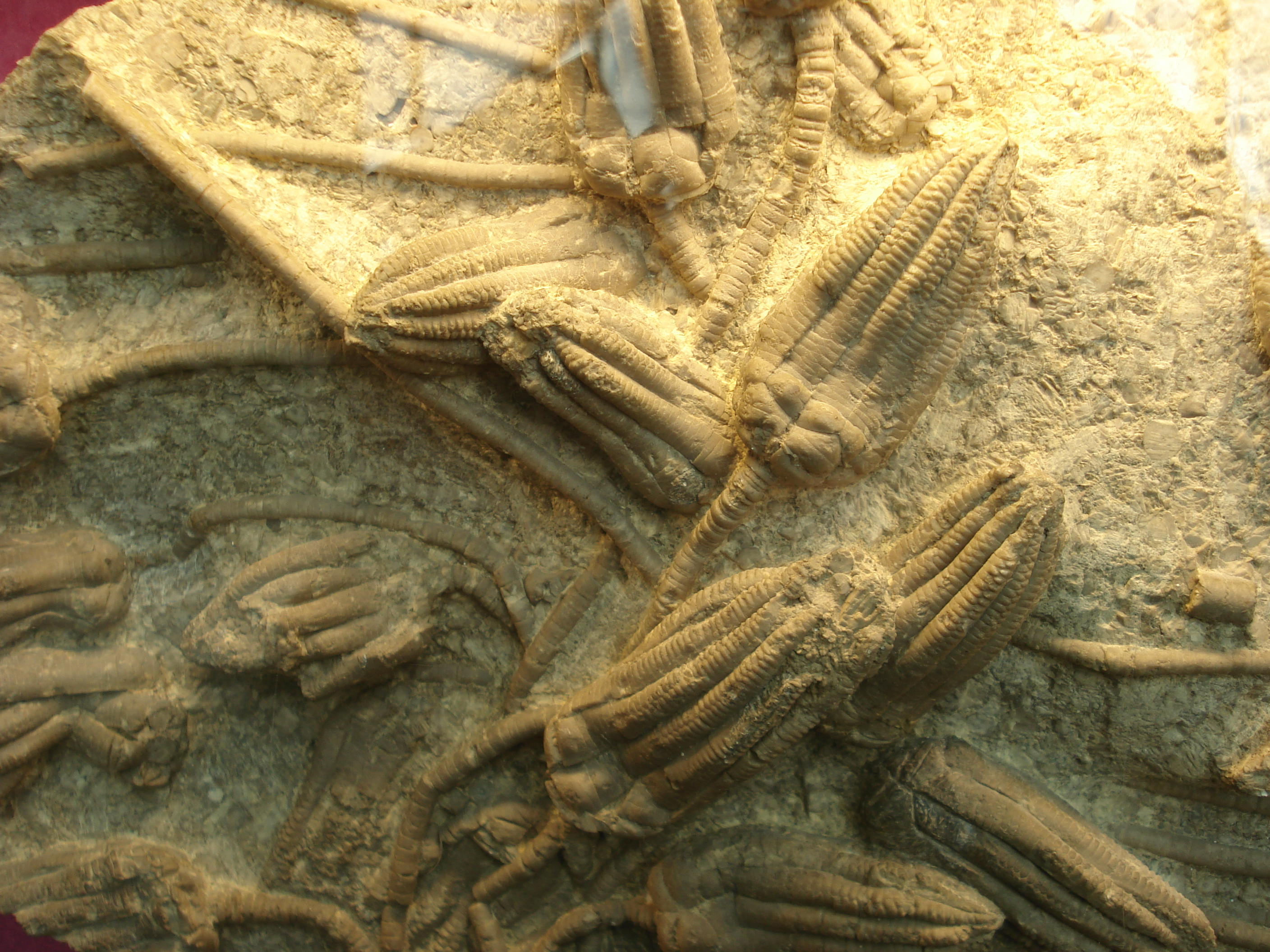
Encrinus liliiformis
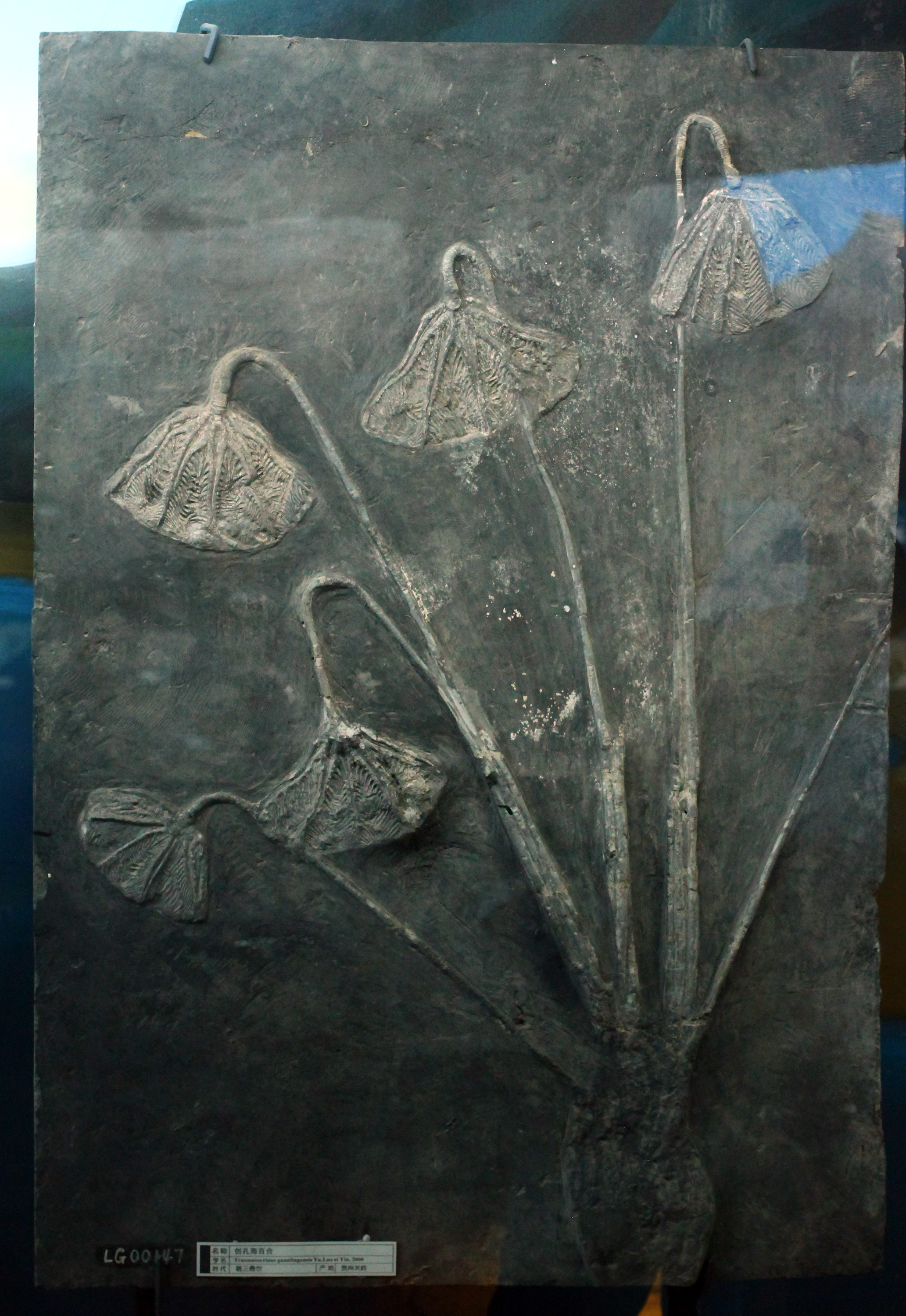
Traumatocrinus guanlingensis

## Classification
Le nom valide complet (avec auteur) de ce taxon est Encrinida Matsumoto (d), 1929.

## Publication originale
- (en) H. Matsumoto, « Outline of the classification of the Echinodermata », Science Reports of the Tohoku Imperial University, Japon, 2nd, Geology, vol. 8,‎ 1929, p. 27-33.